# Новопавлівка (Джанкойський район)
Новопа́влівка (крим. Novopavlivka) — село у Джанкойському районі Автономної Республіки Крим. Населення становить 499 осіб. Орган місцевого самоврядування — Стальненська сільська рада. Розташоване на сході району.

## Географія
Новопавлівка — село на сході району, у степовому Криму, висота над рівнем моря — 12 м. Сусідні села: Новофедорівка за 2,5 км на південний схід, Новокостянтинівка за 1,5 км на схід, Рідне за 2,5 км на північ і Стальне за 3,5 км на північний захід. Відстань до райцентру — близько 18 кілометрів, там же найближча залізнична станція.

## Історія
Вперше в історичних документах село зустрічається в Списку населених пунктів Кримської АРСР за Всесоюзним переписом від 17 грудня 1926 року, згідно з яким село Ново-Павлівка входило до складу скасованої до 1940 року.
Антонинівської сільради Джанкойського району У селі було 13 дворів, усі селянські, населення становило 82 особи, з них 81 росіянин та 1 грек Після створення в 1935 році Колайського району (Перейменованого 14 грудня 1944 року в Азовський), село включили до його складу. Зустрічається, як Ново-Павлівка, на двокілометрівці РККА 1942 року.
Указом Президії Верховної Ради УРСР «Про укрупнення сільських районів Кримської області», від 30 грудня 1962 року Азовський район був скасований і село знову включили до складу Джанкойського . Згідно з довідником «Кримська область. Адміністративно-територіальний поділ на 1 січня 1968 року», село, як Павлівка, було перейменовано в Новопавлівку в період з 1954 по 1968 роки.